# Agenzia per la sicurezza alimentare
L'Agenzia per la sicurezza alimentare della Repubblica dell'Azerbaigian (in azero: Azərbaycan Respublikasının Qida Təhlükəsizliyi Agentliyi) è un'agenzia statale del Consiglio dei ministri azero istituita per assicurare la regolamentazione della sicurezza alimentare nazionale.
Il presidente dell'agenzia è Qoşqar Təhməzli, in carica dal 25 dicembre 2017.

## Storia
L'Agenzia è stata istituita il 10 febbraio 2017, ma il suo statuto è stato approvato il 13 novembre 2017 con il decreto del Presidente della Repubblica dell'Azerbaigian sull'assicurazione delle attività dell'Agenzia per la sicurezza alimentare. Secondo il decreto, è stata creata sotto l'Agenzia un'entità giuridica pubblica dell'Istituto per la sicurezza alimentare dell'Azerbaigian.

## Attività
- Partecipare in una politica statale unificata nell'ambito della sicurezza alimentare;
- Regolare, coordinare e controllare l'ambito pertinente;
- Sviluppare norme nell'ambito della sicurezza alimentare;
- Effettuare la registrazione statale dei prodotti alimentari prodotti nel paese e importati, nonché i loro materiali di imballaggio in termini di sicurezza alimentare;
- Сontrollo sul rispetto della legislazione nell'ambito di protezione dei consumatori di prodotti alimentari;
- Rilascio delle licenze e certificati di sicurezza alimentare per prodotti alimentari esportati all'estero;
- Garantire lo sviluppo della sicurezza alimentare.

## Diritti
- Proporre le iniziative per diventare parte dei trattati internazionali nell'ambito corrispondente;
- Richiedere e ricevere le informazioni necessarie sull'ambito corrispondente dagli enti statali e locali di autogoverno;
- Monitorare l'attuazione dei trattati internazionali nell'ambito corrispondente, di cui la Repubblica di Azerbaigian fa parte;
- Partecipare in eventi, conferenze, forum, mostre nell'ambito corrispondente nel paese e all'estero;
- Organizzare gli eventi, le conferenze, i forum, le mostre nell'ambito della sicurezza alimentare nel paese e all'estero;
- Studiare l'esperienza di altri stati nell'ambito corrispondente;
- Svolgere la collaborazione internazionale con determinati organismi dei paesi stranieri e altre organizzazioni internazionali;
- Preparare progetti di accordi con paesi e organizzazioni straniere;
- Creare basi di informazione giuridica, scientifica, tecnica, economica e normativa;
- Presentare proposte sulla realizzazione delle riforme nell'ambito corrispondente;
- Rivolgersi al tribunale con lo scopo di esercitare i propri poteri e diritti e di rappresentarsi;
- Esercitare altri diritti stabiliti dagli atti del Presidente della Repubblica dell'Azerbaigian.[5]

## Cooperazione internazionale
- Organizzazione mondiale della sanità
- Organizzazione per l'alimentazione e l'agricoltura delle Nazioni Unite[6]
- Organizzazione mondiale della sanità animale
- Organizzazione internazionale per la standardizzazione
- Organizzazione Internazionale per l'accreditamento dei laboratori
- Commissione del Codex Alimentarius[7]
- Unione europea